# Юбилейный (Новоузенский район)
Юбиле́йный — хутор в Новоузенском районе Саратовской области России. Входит в состав Алгайского муниципального образования.

## История
Хутор образован в 2002 году постановлением Саратовской областной думы № 3-65.

## Население
| 2010 |
| ---- |
| 7    |